# Saint-Michel d'Aiguilhe
Saint-Michel d'Aiguilhe è una cappella cattolica di stile romanico, edificata nel 969, situata ad Aiguilhe, Francia. La cappella è stata costruita sulla cima di un collo vulcanico alto 85 m. Dal 1840 è monumento storico della Francia. 
Ai piedi del collo vulcanico è situata la Cappella di Santa Chiara, risalente al XII secolo
Il pellegrinaggio a Saint-Michel d'Aiguilhe è gestito dai sacerdoti della Comunità di San Martino.

## Storia

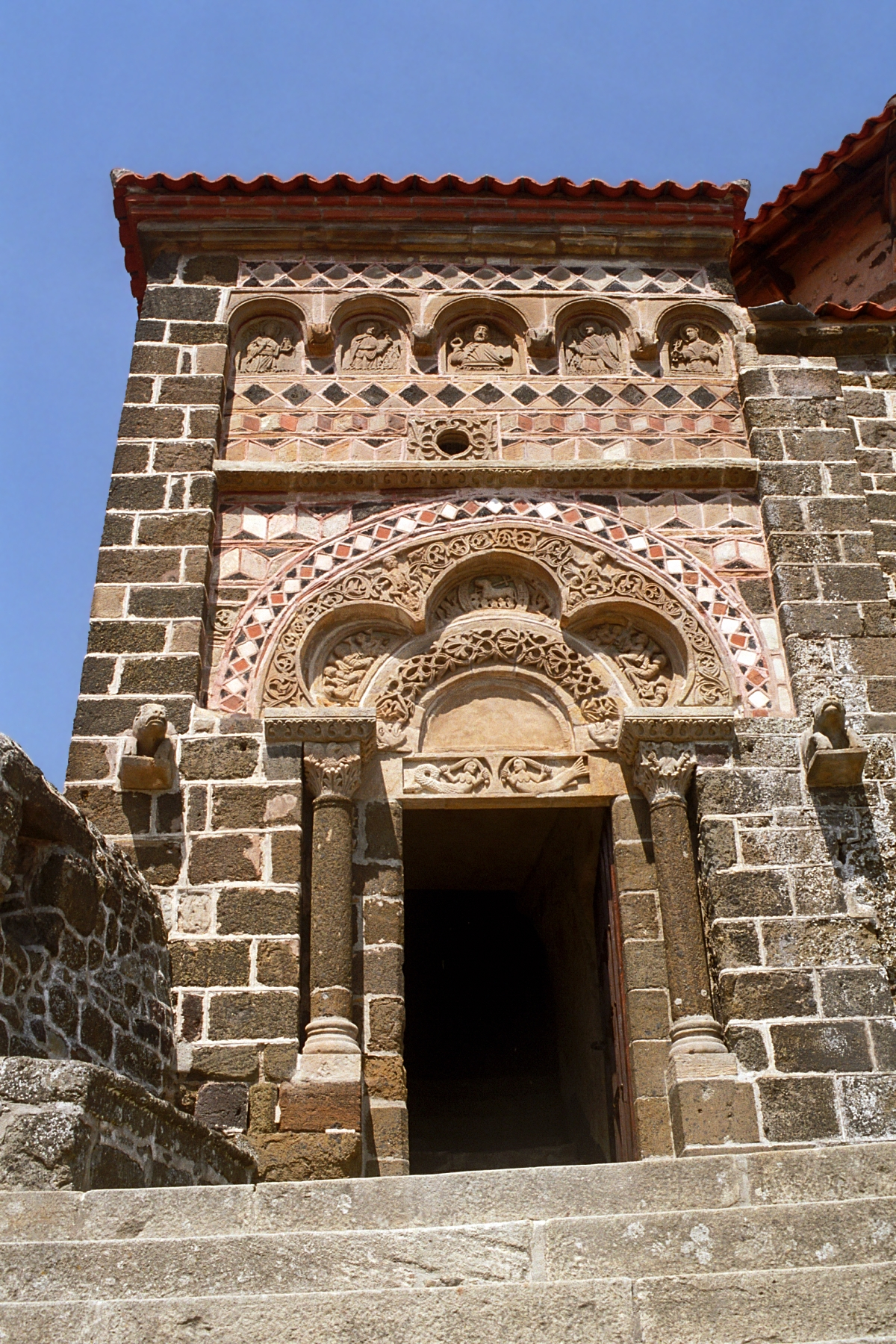
Il portale d'ingresso

Secondo la storia locale, durante un'epidemia di peste che affliggeva la vicina Le Puy-en-Velay, un canonico della cattedrale promise a San Michele Arcangelo, se avesse fermato la peste, di costruire una cappella sulla cima del picco di Aiguilhe. L'epidemia ebbe fine e fu costruita la cappella.
 L'edificio originario, una piccola cappella rettangolare con tre cappelle semicircolari, risalirebbe al 969. L'edificio fu ampliato una prima volta nel XI secolo con l'aggiunta del campanile e del portale davanti alla navata. Infine, quando sul lato orientale fu costruita la casa destinata ad ospitare il prete responsabile dell'edificio, la cappella orientata a sud fu abbattuta per permettere di unire la cappella in un'unica navata.
Le tre fasi costruttive sono distinguibili ad occhio nudo, a causa del diverso colore delle pietre impiegate. Le parti originali sono in pietra grigia, quelle risalenti all'XI secolo in pietra rossastra e quelle dell'ultimo ampliamento in pietre giallognole.

## Descrizione
La cappella è raggiungibile tramite una scala composta da 268 gradini scavati nella roccia vulcanica.
Il portale è ornato da un arco polilobato sormontato da un mosaico di pietre policrome. Tale tipologia di arco era una caratteristica dell'architettura del Califfato di Cordova, che si diffuse nell'architettura romanica francese attraverso i pellegrini che transitavano lungo il Cammino di Santiago di Compostela, in particolare lungo la Via Podiensis, che passava attraverso Aiguilhe.
La porta è incorniciata da due colonne sormontate da capitelli decorati con foglie d'acanto e motivi antropomorfi e zoomorfi. L'architrave, decorato con un bassorilievo con due sirene, sostiene un timpano circondata da un fregio di fogliame. Su questo fregio parte l'arco trilobato, decorato con volute e motivi antropomorfi. L'interno dei lobi è decorato con tre scene, nel lobo di centro vi è l'Agnello pasquale.
L'arco è sormontato da mosaici policromi e, nella parte alta della facciata, vi sono cinque lunette dove sono rappresentati Gesù (al centro), circondato da San Giovanni, la Vergine, San Michele Arcangelo e San Pietro.